# Trauerform

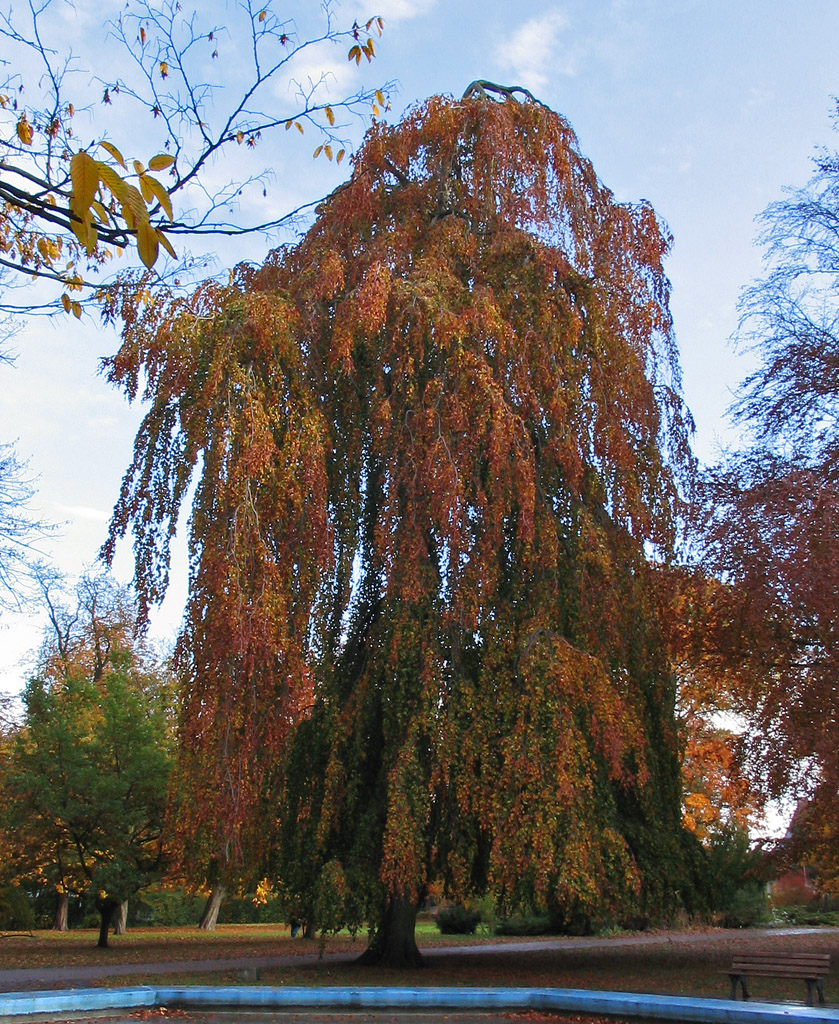
Hängebuche, züchterisch aus der natürlich vorkommenden Pendulaform entwickelt

Als Trauerform oder Pendulaform bezeichnet man eine spezifische Wuchsform von Bäumen, die vom üblichen Habitus abweicht. Verschiedene Baumarten wie Rotbuche, Birken, Eschen oder Weiden bilden gelegentlich Formen aus, die sich durch eine kurze Hauptachse kennzeichnen. Von dieser kurzen Hauptachse gehen viele Seitenzweige mit verstärktem Längen-, aber geringem Dickenwachstum aus.
Die langen Seitenzweige hängen schleppenartig herab. Solche Trauer- oder Pendulaformen überdauern normalerweise im Unterstand der Wälder. Die an den schirmartig überhängenden Zweigen positionierten Blätter können die durch den Oberbestand durchtretende Streustrahlung besser nutzen. Ändert sich der Lichteinfall, weil beispielsweise der Oberbestand nach Windbruch sich verringert, entwickeln solche Trauerformen normalerweise aus ruhenden Knospen einen steil aufrecht wachsenden Trieb, der aber häufig nach einem entsprechenden Längenwachstum erneut überhängt. Solche natürlich auftretenden Formen sind durch züchterische Eingriffe verstärkt worden und finden sich gelegentlich als Solitärbäume in Parks und Grünanlagen.

## Parallelmutationen
Aufgrund der Tatsache, dass bei Arten mit unterschiedlichem Verwandtschaftsgrad genetische Variationen mit gleicher Merkmalsausprägung auftreten, formulierte der russische Botaniker Nikolai Iwanowitsch Wawilow 1920 das „Gesetz der homologen Reihen“. Dieses Gesetz besitzt nach wie vor Gültigkeit. Die Pendulaform führt er, neben anderen genetischen Variationen wie Albinismus und Zwergwuchs, als Beispiel an. Man spricht hier von Parallelvariationen oder, wenn durch Mutation verursacht, von Parallelmutationen. Albinismus und Zwergwuchs kommen innerhalb der gesamten Flora und Fauna vor. Bei diesen weit verbreiteten Parallelvariationen handelt es sich in der Regel um einen mutativen Verlust von Merkmalen. Überwiegend sind es somatische Mutationen, die nicht die Keimzellen betreffen und deshalb nicht vererbt werden, sondern nur das Individualleben beeinflussen. Auch die verschiedenen Trauerformen von Bäumen weisen auf Parallelmutationen hin.